# Цілинна балка (Запоріжжя)
Цілинна балка — ботанічний заказник місцевого значення. Об'єкт розташований на території Запорізького району Запорізької області, 1 км на північ від південно-західної околиці села Малишівка.
Площа — 5 га, статус отриманий у 1987 році.

## Природні особливості
Заказник розташований у верхів'ях великої правобережної балкової системи — балки Гадючої, у верхів'ях її першого правого відрогу. 
Верхня (північна) частина території заказника вкрита штучними лісонасадженнями із залишками байрачної деревно-чагарникової рослинності. Більша (південна) частина заказника вкрита відносно малозміненою (1—2 стадії антропогенної дигресії) цілинною степовою рослинністю, представленою різнотравно-типчаково-ковиловим, лучним і чагарниковим степом. На місці знищеної байрачно-лісової рослинності утворилися суходільні луки, які двома вузькими смугами тягнуться по днищу балки. 

### Раритетні види та угруповання рослин
На території заказника зростає 1 вид рослин, занесений до Червоного списку МСОП (астрагал шерстистоквітковий), 9 видів, занесених до Червоної книги України (сон лучний, горицвіт весняний, астрагал понтійський, астрагал шерстистоквітковий, брандушка різнокольорова, шафран сітчастий, рястка Буше, ковила волосиста і ковила Лессінга) та 7 видів, занесених до Червоного списку рослин Запорізької області (мигдаль степовий, астрагал пухнастоквітковий, барвінок трав'янистий, півники маленькі, белевалія сарматська, гіацинтик блідий і проліска дволиста).
На території заказника виявлено 3 рослинні угруповання, які занесені до Зеленої книги України, зокрема формації мигдалю степового, ковили волосистої і ковили Лессінга. 

### Раритетні види тварин
На території заказника зареєстровано 4 види тварин, занесених до Червоної книги України (подалірій, ксилокопа фіолетова, ящірка зелена і полоз жовточеревий).

## Галерея

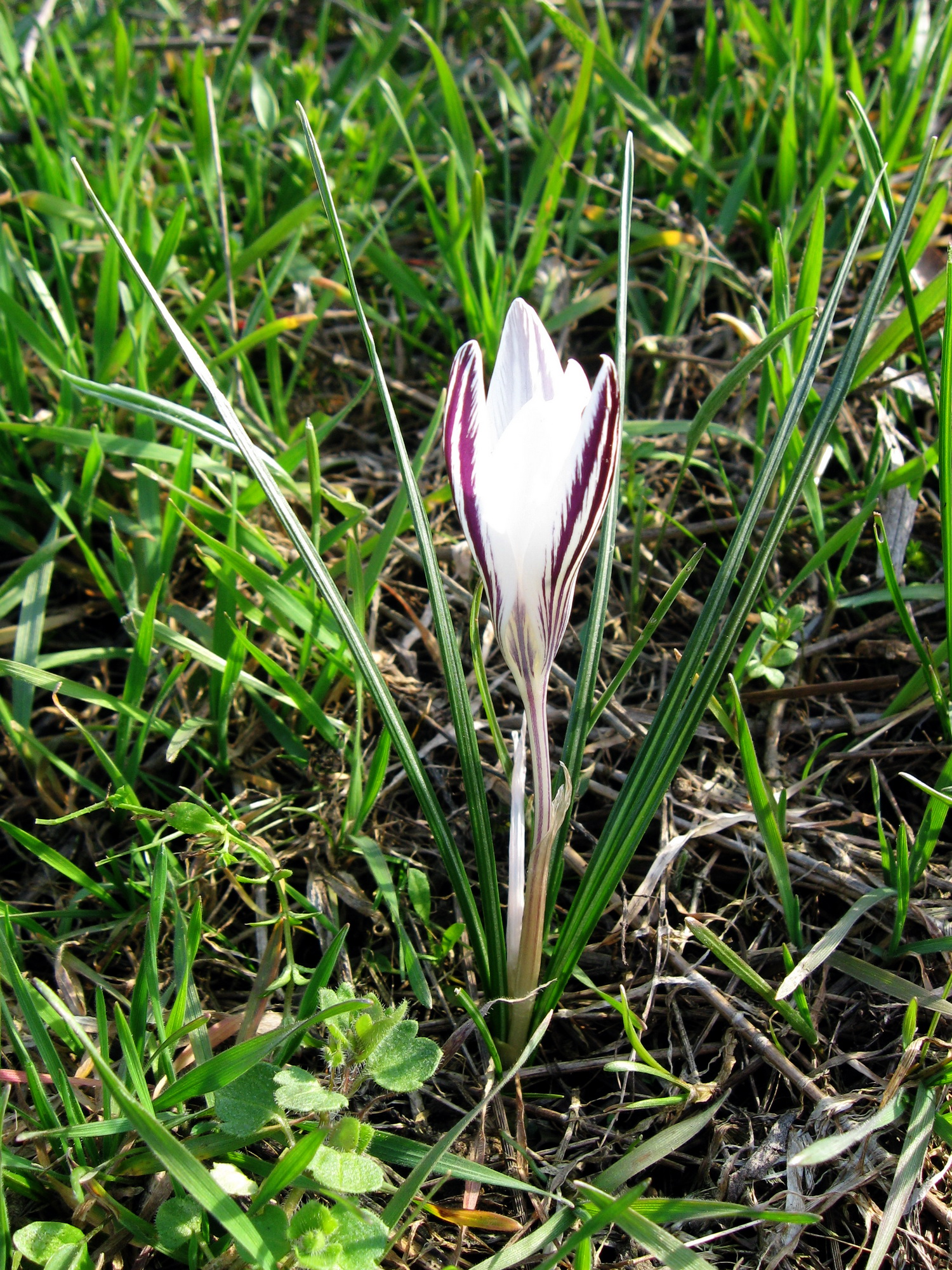
Шафран сітчастий
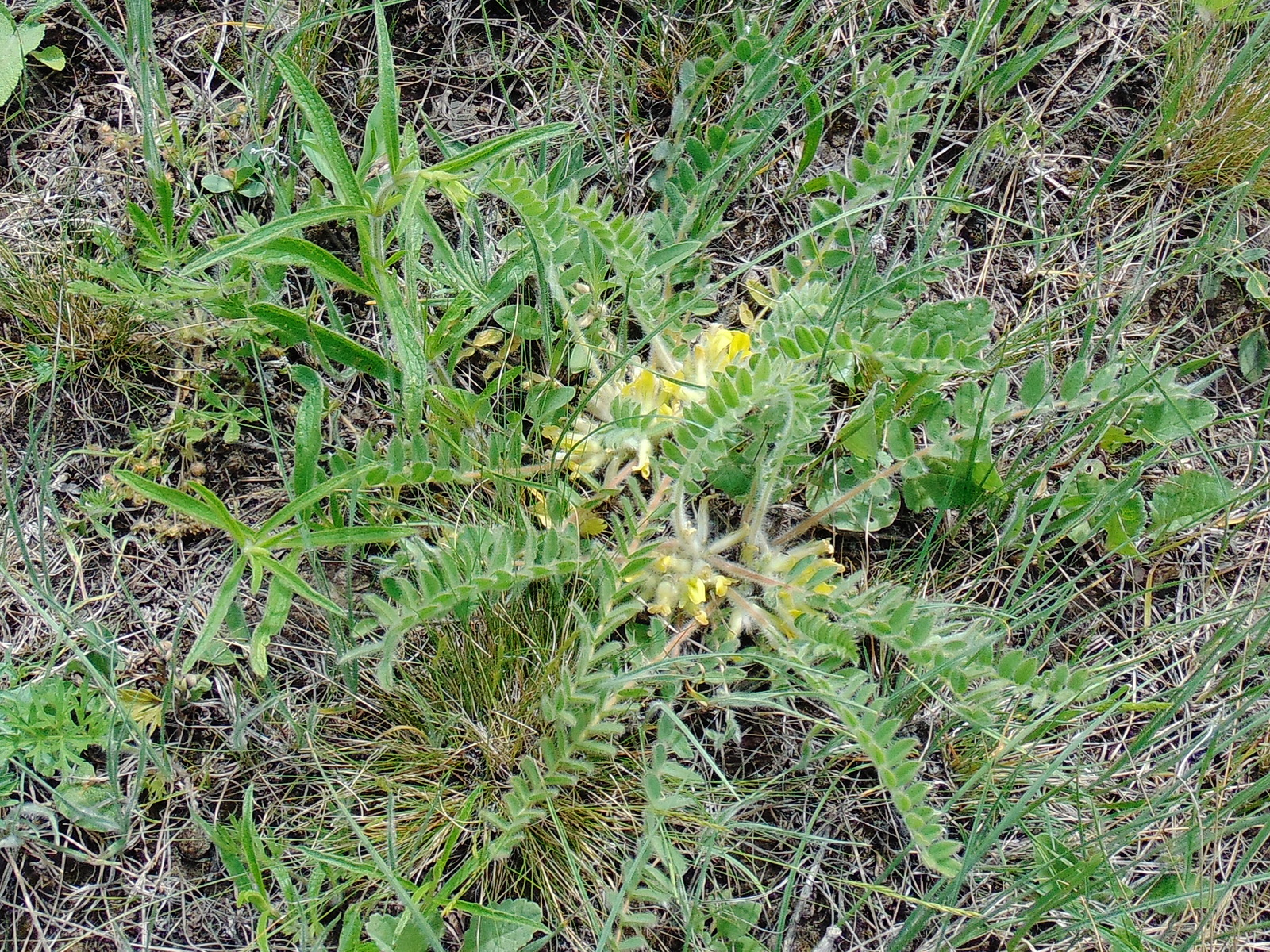
Астрагал шерстистоквітковий
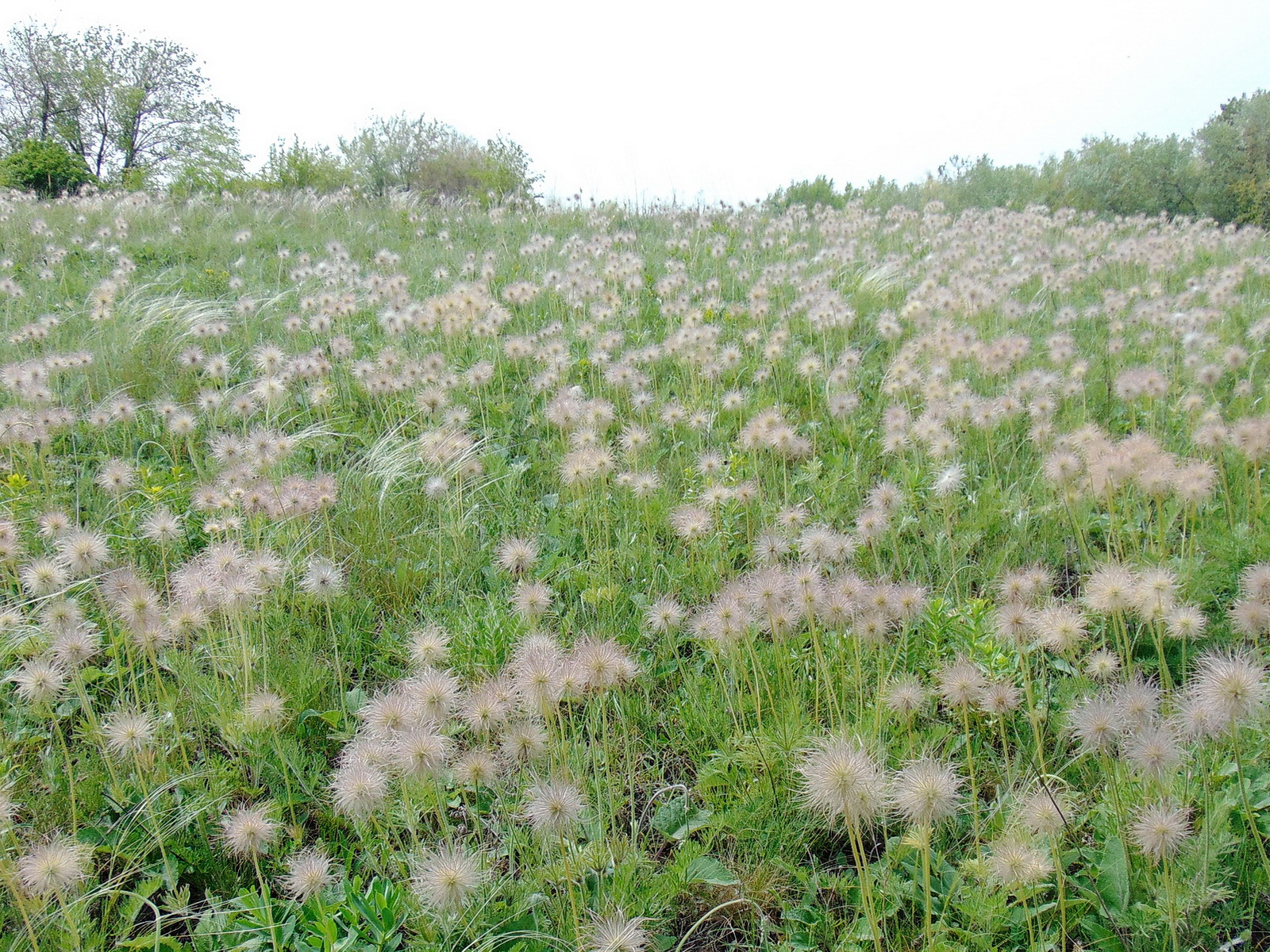
Ценопопуляція сону лучного
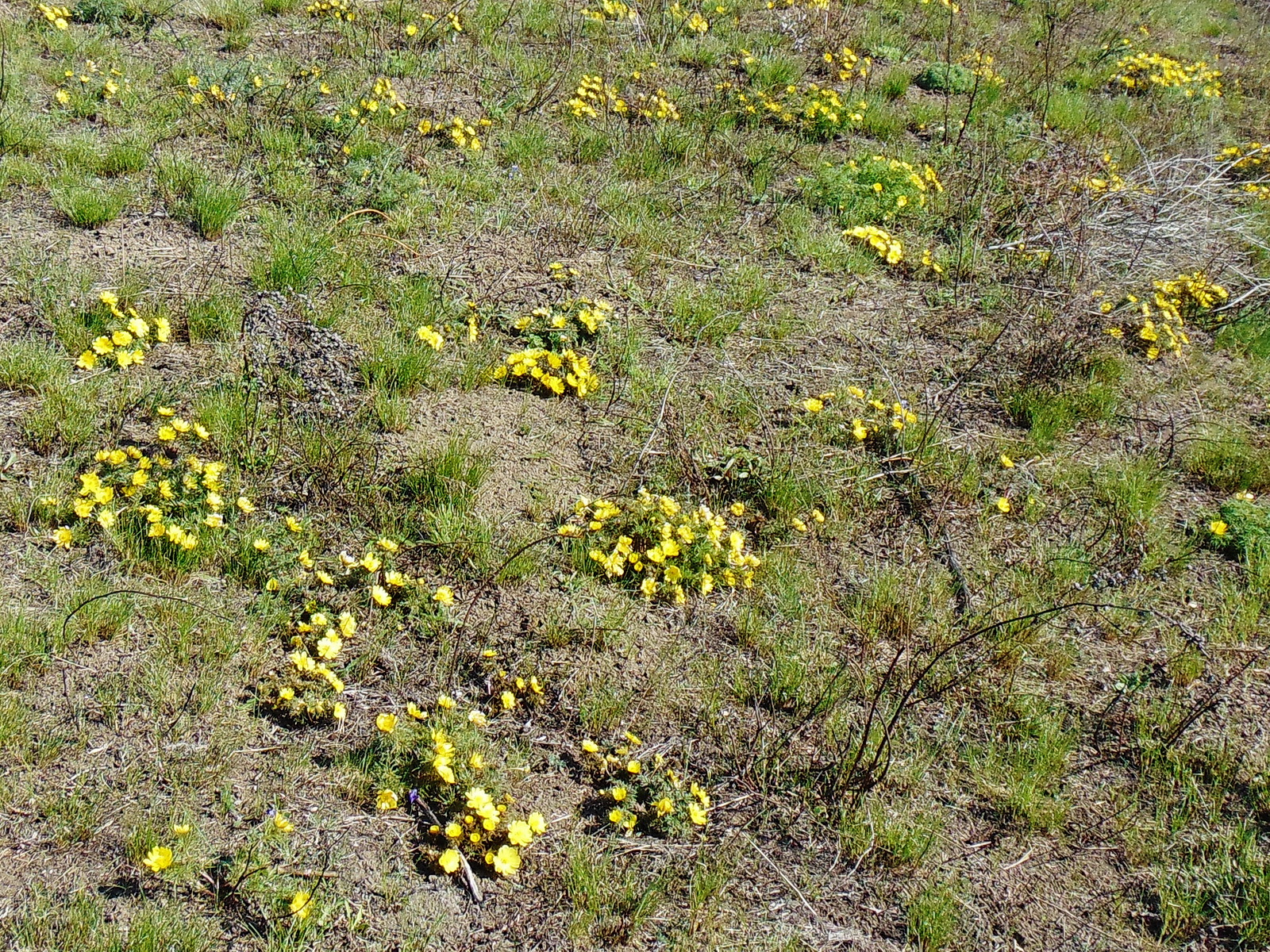
Ценопопуляція горицвіту волзького
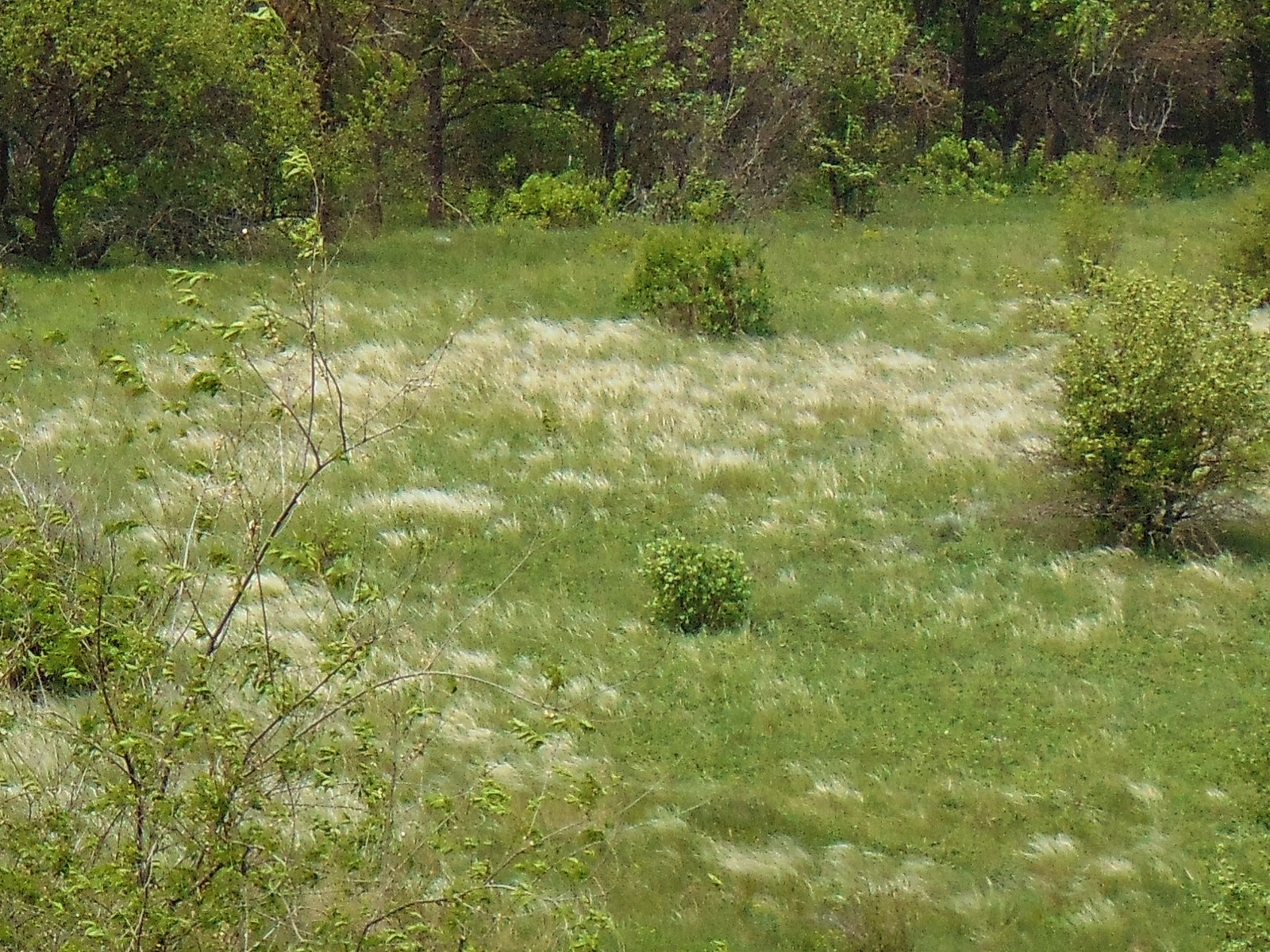
Формація ковили Лессінга